# Адамс, Скотт
Скотт Адамс (род. 8 июня 1957, Уиндхэм, Нью-Йорк) — американский художник комиксов, наиболее известный как автор сатирического комикса Dilbert.

## Биография
Скотт Адамс родился в 1957 году в Виндхэме, штат Нью-Йорк , в семье Пола и Вирджинии Адамса. С детства увлекался комиксами, с 1968 года учился в художественной школе. После окончания в 1975 году школы получил экономическое образование: в 1979 году был удостоен степени бакалавра искусств в Хартвик-колледже, в 1986 году — магистра делового администрирования в Калифорнийском университете в Беркли. Параллельно с 1979 по 1986 год работал в банке Крокер в Сан-Франциско, а затем до июня 1995 года на различных должностях, связанных с управлением финансами, в компании Pacific Bell.
Персонаж Dilbert, программист и IT-инженер, постоянно попадающий в трагикомические ситуации в своей компании с невежественным руководством, занимающейся высокими технологиями, был придуман им в 1989 году. По состоянию на начало XXI века комикс о нём печатался примерно в 2000 газет 70 стран мира. В 1990-х годах Адамс предписал после каждой истории о Дилберте публиковать в газетах его адрес электронной почты, на который впоследствии предложил читателям присылать ему вопросы и пожелания по будущим историям. С 2004 года у Адамса появились признаки фокальной дистонии, по причине чего ему какое-то время пришлось рисовать с помощью графического планшета; страдал также спазматической дисфонией, но, по его собственным словам, к 2006—2008 годам сумел в значительной степени излечиться от этих заболеваний.
Состоит членом Международной академии компьютерных искусств и наук; помимо рисования комиксов занимается вегетарианской кулинарией, владея рестораном соответствующей направленности в Калифорнии. Является фанатом сериала «Вавилон-5» и снялся в одной из серий его 4-го сезона.